# Siegfried Kurz (Komponist)
Siegfried Kurz (* 18. Juli 1930 in Dresden; † 8. Januar 2023 ebenda) war ein deutscher Dirigent und Komponist.

## Leben
Kurz begann seine musikalische Laufbahn als Trompeter. Ab 1945 studierte er an der Akademie für Musik und Theater seiner Heimatstadt Komposition (bei Fidelio F. Finke), Orchesterleitung und Trompete. Bereits 1949, ein Jahr vor Abschluss seiner Studien, wurde ihm die Leitung der Schauspielmusik an den Staatstheatern in Dresden übergeben. Bis 1960 blieb er in dieser Position, wechselte dann an die Sächsische Staatsoper Dresden, wo er als Kapellmeister begann, 1964 zum Staatskapellmeister, 1971 zum Generalmusikdirektor und 1976 schließlich zum geschäftsführenden musikalischen Oberleiter befördert wurde. Daneben unterrichtete Kurz ab 1976 an der Hochschule für Musik „Carl Maria von Weber“ Dresden, seit 1979 als Professor.
1983 beendete er sein festes Engagement an der Dresdner Staatsoper, blieb dem Haus jedoch weiterhin als Dirigent verbunden. Ab 1984 war er ständiger Kapellmeister an der Deutschen Staatsoper Berlin. Kurz wurden mehrere bedeutende Auszeichnungen verliehen, er war u. a. zweifacher Nationalpreisträger der DDR (1976, 1988). Im Jahr 2001 wurde der in Radebeul-Niederlößnitz wohnende Kurz mit dem Kunstpreis der Großen Kreisstadt Radebeul ausgezeichnet.

### Kurz als Komponist
Als Komponist trat Kurz v. a. in den 1950er bis 1970er Jahren in Erscheinung; später überwogen seine Verpflichtungen als Dirigent. Schwerpunkt seines Schaffens bilden die Orchesterwerke. Zunächst schrieb er in einem neoklassizistischen, spielerisch-musikantischen Idiom. Neben dem Einfluss Hindemiths lassen sich in begrenztem Umfang auch Anklänge an die Jazzmusik feststellen, so etwa im Trompetenkonzert, seinem wohl bekanntesten Werk.
Gegen Ende der 1950er Jahre strebte Kurz nach einer Intensivierung des musikalischen Ausdrucks. Er lehnte sich stärker an Bartók an und experimentierte mit den Möglichkeiten der Zwölftonmusik (Sinfonien). Pure Zwölftontechnik erschien ihm jedoch zu dogmatisch. Seine weiteren Kompositionen beziehen zwar immer wieder Zwölftonreihen mit ein, setzen aber die strengen Vorgaben dodekaphoner Gestaltungsweise nicht konsequent um. Kurz behandelte Zwölftonreihen eher als Stilmittel, ging mit ihnen frei um und verwendete eine freitonale Harmonik. Weitere Kennzeichen seines Stils sind kontrapunktische Gestaltung, kraftvoll betonte Rhythmik, Vitalität und Frische. Seine reifen Werke verbinden ernste und nachdenkliche bis ausgelassene und heitere Passagen im Sinne einer optimistischen Grundhaltung.

### Kurz als Dirigent
Besonders als Dirigent von Staatsoper und Staatskapelle gehörte Kurz zu den wichtigsten Persönlichkeiten der Dresdner Musikszene der 2. Hälfte des 20. Jahrhunderts. Er leitete zahlreiche Opernaufführungen, von denen einige auch auf Schallplatte veröffentlicht wurden. Sein Repertoire war außerordentlich breit: neben dem deutschen Standardrepertoire von Mozart bis Richard Strauss schloss es Werke aus dem italienischen und slawischen Kulturraum mit ein. Außerdem engagierte sich Kurz stark für Opern des 20. Jahrhunderts wie Moses und Aron von Arnold Schönberg oder Levins Mühle von Udo Zimmermann.

## Rezeption
Der langjährige Dramaturg der Dresdner Staatsoper, Wolfgang Pieschel, verglich 2001 anlässlich seiner Laudatio zur Verleihung des Kunstpreises der Großen Kreisstadt Radebeul an Kurz diesen mit dem ehemals ebenfalls in Radebeul ansässigen Generalmusikdirektor an der Dresdner Oper, Ernst von Schuch:

„Beide wussten den Ausnahmeklangkörper der Sächsischen Staatskapelle zu schätzen und das Orchester zu Höchstleistungen anzuspornen. Für beide stand die Verantwortung vor dem jeweiligen zu interpretierenden Werk immer im Vordergrund. […] Die ganze Vielfalt, die unterschiedlichen Facetten der Opernkunst kamen bei beiden aufs Schönste zum Tragen – zur Freude der Interpreten und natürlich des Publikums.“

## Kompositionen
- Orchesterwerke
  - Sinfonie Nr. 1 op. 28 (1958)
  - Sinfonie Nr. 2 op. 29 (1960)
  - Sinfonia piccola op. 24 (1953)
  - Heiteres Vorspiel für Orchester (1952)
  - Konzertante Musik für Orchester (1953)
  - Tänzerische Suite op. 25 (1955)
  - Orchestermusik op. 30 (1960)
  - Orchestervariationen op. 33 (1965)
  - Sonatine für Orchester op. 34 (1967)
  - Musik für Blechbläser, Pauken und Streicher op. 36 (1969)
  - Aufenthalt auf Erden, Reflexionen für Orchester nach Pablo Neruda op. 38 (1975)
  - Schauspielmusiken
- Konzerte
  - Klavierkonzert op. 32 (1964)
  - Divertimento für Klavier und Streichorchester op. 15 (1950)
  - Violinkonzert op. 26 (1955)
  - Kammerkonzert für Bläserquintett und Streichorchester op. 31 (1961)
  - Konzert für Trompete und Streicher op. 23 (1953)
  - Hornkonzert op. 37 (1972/73)
- Vokalmusik
  - Jeff und Andy, Musical (1970)
- Kammermusik
  - Streichquartett Nr. 1 op. 27 (1957)
  - Streichquartett Nr. 2 op. 35 (1968)
  - Sonatine für sieben Blechbläser op. 18 (1952)
  - Bläserquintett op. 12 (1950)